# Super Taranta!
Super Taranta! är det fjärde albumet av bandet Gogol Bordello. Albumet släpptes 10 juli 2007.

## Låtlista
1. "Ultimate"
2. "Wonderlust King"
3. "Zina-Marina"
4. "Supertheory Of Supereverything"
5. "Harem In Tuscany (Taranta)"
6. "Dub The Frequencies Of Love"
7. "My Strange Uncles From Abroad"
8. "Tribal Connection"
9. "Forces Of Victory"
10. "Alcohol"
11. "Suddenly... (I Miss Carpaty)"
12. "Your Country"
13. "American Wedding"
14. "Super Taranta!"